# Ai Kago
Ai Kago (加護亜依 Kago Ai?, Yamatotakada, Nara, Japón, 7 de febrero de 1988)es una cantante, actriz, autora y ex titular del Libro Guinness de los récords mundiales del hula hoop, a la edad de 12 años, Kago fue una de las cuatro ganadoras de la Morning Musume 3rd Tsuika Audition hecho por UP-FRONT AGENCY en 2000, lo que la llevó a ser admitida en el popular grupo de chicas Morning Musume como miembro de la cuarta generación. año, se convirtió en miembro fundador de Minimoni. En 2004, se graduó de ambos grupos y formó W con Tsuji Nozomi. Después de una serie de escándalos, su agencia la despidió, Kago actualmente está trabajando para reconstruir su carrera, pero todavía le sigue envuelta en escándalos. En 2014, formó un grupo llamado Girls Beat!!, del cual se graduó el 29 de febrero de 2016.

## Biografía
Ai Kago nació el 7 de febrero de 1988 en Yamato-takada, en la ciudad de Nara (Japón). Ella formó parte de la cuarta generación del grupo idol Morning Musume, junto a Nozomi Tsuji, Rika Ishikawa y Hitomi Yoshizawa el grupo pasó a tener entonces 11 miembros.
Ai también formó parte de los grupos MiniMoni y de la segunda generación de Tanpopo, además de colaborar con los grupos 3-nin Matsuri, Happy 7, SALT 5 y H.P All Stars.
En 2001 mientras colaboraba con el grupo 3-nin Matsuri, junto a Rika Ishikawa y Aya Matsura, ganaron las unidades shuffle.
En el año 2003 participó en la división de las miembros de Morning Musume, (Morning Musume Otome Gumi y Morning Musume Sakura Gumi), formando parte de este último.
En agosto de 2004 se graduó de Morning Musume junto con "Nono" (Nozomi Tsuji) para formar un dúo, que fue nombrado "W (Double You).

## Problemas Internos
Tras haber sido sorprendida fumando en un restaurante por la revista Friday, Ai fue suspendida indefinidamente, por lo que volvió a Nara con su familia. Todos sus conciertos fueron cancelados, así como el lanzamiento del tercer álbum de W. Luego de un año de retiro forzoso nuevamente la revista Friday informó que muy pronto ella estaría de vuelta en el Hello! Project, para de alguna forma compensar el daño que causó tanto a la empresa como a Aibon.
Sin embargo poco después ella fue fotografiada por la revista Sanspo tomada de la mano con Ishimoto (de 34 años), un hombre famoso por ser el dueño de una tienda de servicios eróticos. Poco después Up front Works (la agencia de Hello! Project) confirmó la relación amorosa entre ellos y se vio forzada a expulsarla de su organización.
El 6 de abril de 2008 dio una entrevista explicando algunas cosas, como por ejemplo los motivos, el hecho de considerar quitarse la vida al cortarse con tijeras las muñecas, y de una ocasión en que la vieron saliendo de un hotel con Ishimoto; de acuerdo a su declaración la causa fue que ese día sus padres se divorciaron, y ella estaba muy deprimida, así que salió a pasear con su novio, pero como estaba nevando y era peligroso seguir conduciendo, se fueron a un hotel. También dijo que estaba estudiando inglés, canto y actuación, para así poder volver al mundo del entretenimiento, pero esta vez como actriz. 
El 25 de agosto de 2008, Kago publicó un libro titulado Kago Ai Live-Miseinen Hakusho (LIVE-未成年白书?), previamente el 13 de julio de 2008 posterior a su blog personal y sitio web, "Biscuit Club", Kago describió el libro como" un libro donde habla con los adolescentes acerca de sus varios problemas y sueños. Ídolos en espera, los estudiantes de intercambio, las niñas de secundaria, y otaku. "La adolescencia puede ser dura, y tuve un montón de problemas durante esos días. Pero es importante para romper esos problemas ". 
En 2009 lanzó su Single Debut como Solista que lleva por nombre No HesitAtIon y en 2010 lanzó su primer álbum de Género JAZZ AI KAGO meets JAZZ〜The first door〜

## Vida personal
El 21 de diciembre de 2011, Ai confirmó mediante su página web que había contraído nupcias a principios de dicho mes y que se encontraba embarazada. El 22 de junio de 2012 dio a luz a su primer hijo. Sin embargo, luego de un episodio de violencia doméstica sucedido en abril de 2015 solicitó el divorcio y éste se concretó en agosto de ese año.
Se casó por segunda ocasión en agosto de 2016 con un empresario y anunció el nacimiento de su segundo hijo el 23 de febrero de 2017.

## Participación dentro del Hello!Project

### Grupos
- Morning Musume (2000-2004)
- W Double You (2004-2006)

### Subgrupos
- Mini Moni (2000-2004)
- Tanpopo (2000-2002)
- Morning Musume Sakura Gumi (2003–2004)
- Hello! Project Shirogumi (2005)

### Grupos Shuffle
- 3nin Matsuri (2001)
- Happy 7 (2002)
- SALT 5 (2003)
- H.P. All Stars (2004)

## Photobooks
- 1.-Kago Ai Shashinshu - Lanzado: 11 de noviembre de 2003

## Carrera 2008 en adelante

### Solista
- no hesitAtIon (24-06-2009)
- AI KAGO meets JAZZ〜The first door〜 (24-03-10)

### Photobooks
- 1.-SUPER CARGO
- 2.-Kago Ai Vs Friday
- 3.-LOS ANGELES

### Filmografía
- Chang shi huan hun 2010
- The Haunting Lover 2010
- Nikushokukei joshi. 2009
- Ju-on: Kuroi shôjo 2009
- Benten-dôri no hitobito 2009
- Ike-men soba-ya tantei: Iindaze! (TV series) 2009
- Kung fu chu shen 2009
- Hanaoni 2009
- Gekijô ban Tottoko Hamutarô: Hamu hamu hamu~jya! Maboroshi no prinsesu = Aiin-chan (voz)2002
- Tô-san no natsumatsuri (TV) 2002
- Tokkaekko 2000
- Pinchi rannâ 2000

- Datos: Q1155343
- Multimedia: Ai Kago / Q1155343